# Macrosiphum symphyti
Macrosiphum symphyti är en insektsart som beskrevs av Barjadze och Chakvetadze 2008. Macrosiphum symphyti ingår i släktet Macrosiphum och familjen långrörsbladlöss. Inga underarter finns listade i Catalogue of Life.